# Виммено
Виммено (фр. Wimmenau) — коммуна на северо-востоке Франции в регионе Гранд-Эст (бывший Эльзас — Шампань — Арденны — Лотарингия), департамент Нижний Рейн, округ Саверн, кантон Ингвиллер. До марта 2015 года коммуна административно входила в состав упразднённого кантона Ла-Птит-Пьер (округ Саверн).
Площадь коммуны — 20,76 км², население — 1120 человек (2006) с тенденцией к росту: 1132 человека (2013), плотность населения — 54,5 чел/км².

## Население
Население коммуны в 2011 году составляло 1133 человека, в 2012 году — 1133 человека, а в 2013-м — 1132 человека.
| 1962 | 1968 | 1975 | 1982 | 1990 | 1999 | 2006 | 2008 | 2011 | 2012 | 2013 |
| ---- | ---- | ---- | ---- | ---- | ---- | ---- | ---- | ---- | ---- | ---- |
| 826  | 860  | 864  | 900  | 1012 | 1050 | 1120 | 1140 | 1133 | 1133 | 1132 |

Динамика населения:

## Экономика
В 2010 году из 773 человек трудоспособного возраста (от 15 до 64 лет) 605 были экономически активными, 168 — неактивными (показатель активности 78,3 %, в 1999 году — 75,5 %). Из 605 активных трудоспособных жителей работали 575 человек (313 мужчин и 262 женщины), 30 числились безработными (12 мужчин и 18 женщин). Среди 168 трудоспособных неактивных граждан 60 были учениками либо студентами, 57 — пенсионерами, а ещё 51 — были неактивны в силу других причин.